# Виноробство в Молдові

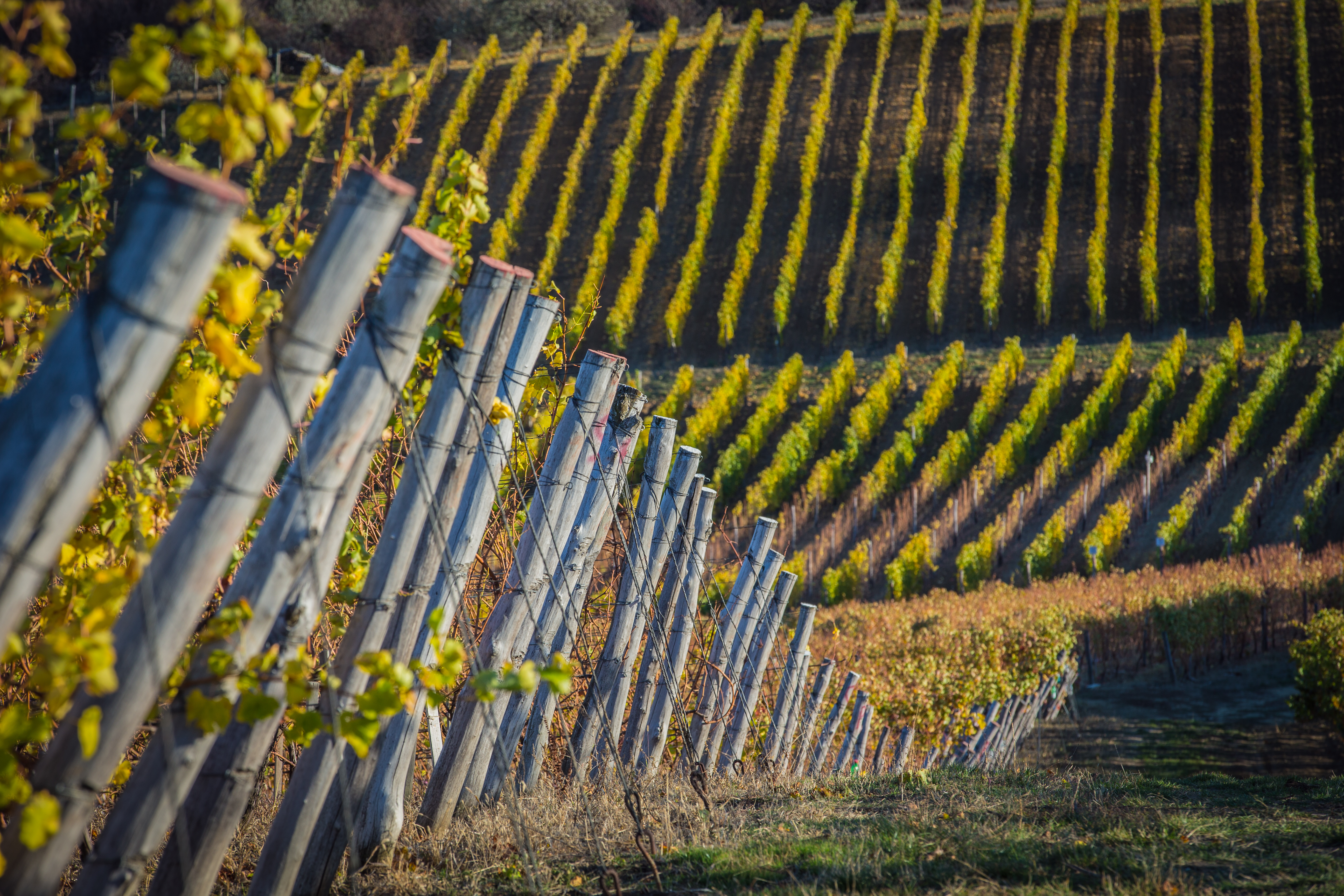
Молдова має геологічні та кліматичні умови, сприятливі для виноградарства

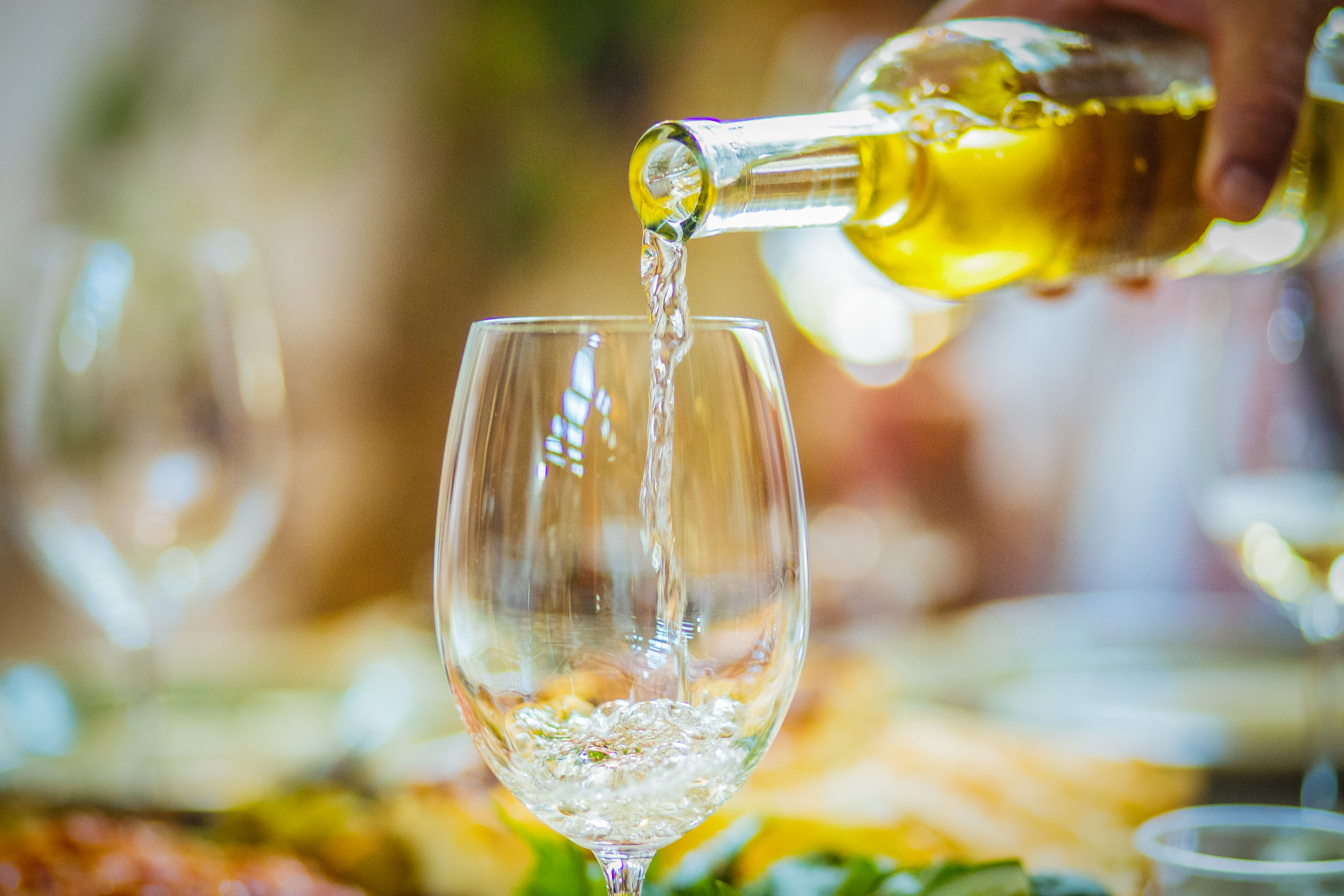
Молдовське вино — предмет національної гордості

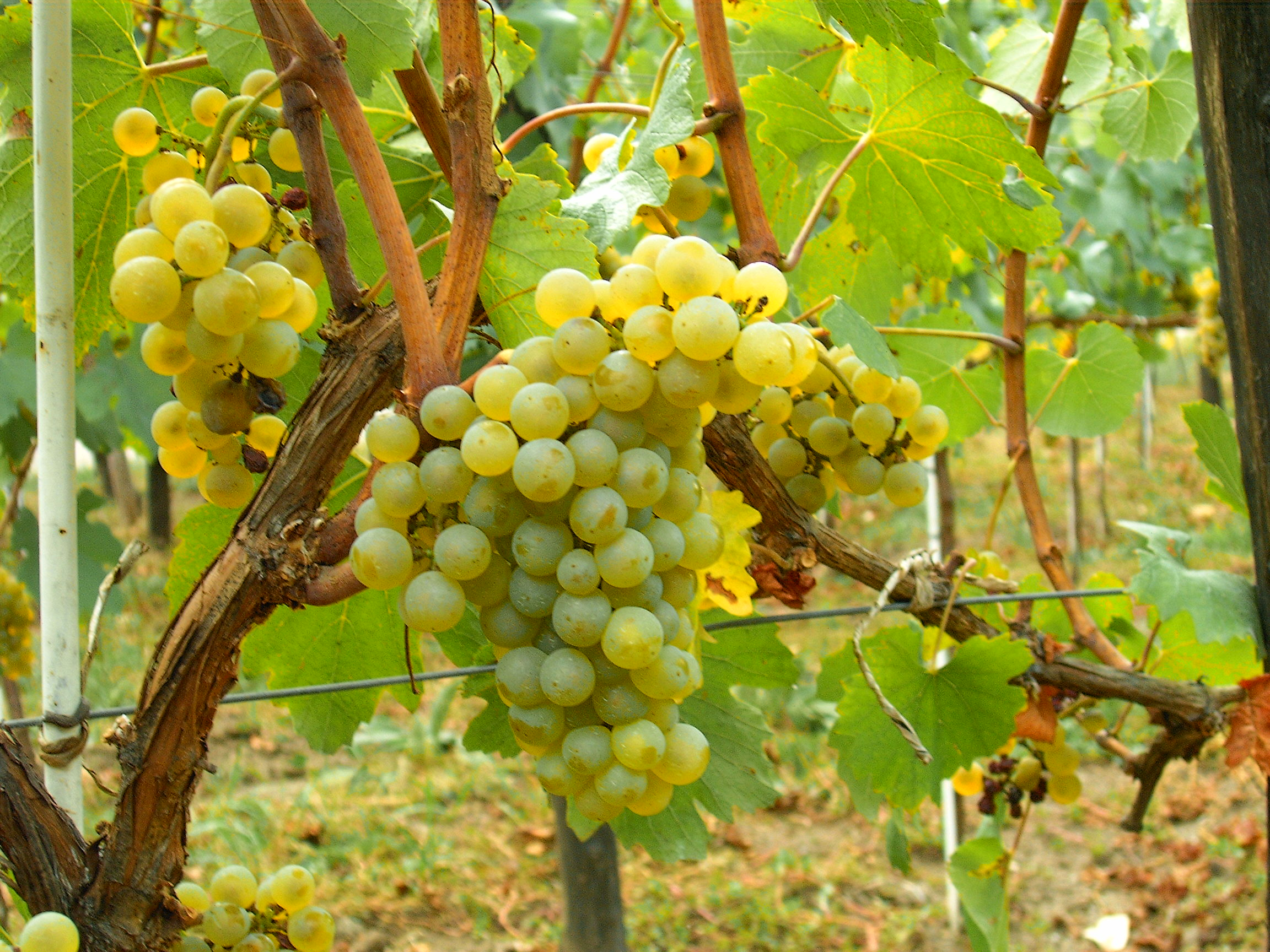
Молдовський шардоне

Винна індустрія Молдови добре розвинута. Площа, яка зайнята виноградниками складає близько 147 000 га, з яких 102 500 га використовується для комерційних цілей. Більша частина вин виробляється на експорт. Багато сімей мають свої власні сорти винограду і рецепти виготовлення вина, які передаються з покоління в покоління.

## Історія
Відбитки листків роду «Vitis teutonica», виявленні недалеко від села Наславча в північній частині Молдови, підтверджують, що виноград тут з'явився приблизно від 6 до 25 мільйонів років тому. Розмір виноградної насінини, знайденої поблизу села Вервереука і датованого 2800 р. до н. е., підтверджує, що вже в цей час тут культивувався виноград. Виноградарство і виноробство на території між річками Дністер і Прут виникли 4000—5000 років тому, пережили періоди розквіту та занепаду, але збереглись при всіх змінах суспільних та економічних формацій. В кінці III ст. до н. е. зміцнились зв'язки між місцевим населенням і греками, а, починаючи з 107 року, встановились з римлянами. Ці події значною мірою вплинули на інтенсивний розвиток виноградарства і виноробства в регіоні.
Виноградарство почало розвиватися після формування молдовської феодальної держави в XIV столітті і досягло свого розквіту в XV столітті. За правління Штефана III Великого, який організував ввезення рослин високоякісних сортів з різних країн, підвищилась якість вина. Вино було головною частиною експорту з Молдавського князівства в епоху Середньовіччя, особливо до Польщі, України, Росії. Протягом 300-літнього поневолення Османською імперією молдовське виноградарство перебувало в глибокому занепаді, оскільки виноробство було заборонено законом.
Після Бухарестського мирного договору 1812 року винна індустрія почала знову розвиватися. Найбільш важливими сортами вин були такі традиційні, як: Рара Нягра (Rară neagră), Плавай (Plăvaie), Галбена (Galbenă verde), Згіхарда (Zghihară de Huși), Бетута Нягра (Batuta Neagra), Фетяска Алба (Fetească Alba), Фетяска Нягра (Fetească Neagră), Кабася (Cabasia) та багато інших. В цей період виноградарям надавалась державна підтримка. В результаті в 1837 році площа виноградників Бесарабії (територія сучасної Молдови та частини чорноморського узбережжя) перевищила 14 000 гектарів, а виробництво вина — 12 мільйонів літрів. В другій половині XIX століття почали інтенсивно культивуватися сорти винограду з Франції: Піно Блан (Pinot Blanc), Піно-нуар (Pinot Noir), Піно-грі (Pinot Gris), Аліготе (Aligote), Каберне Совіньйон (Cabernet Sauvignon), Совіньйон Блан (Sauvignon Blanc), Гаме (Gamay), Мускат білий (Muscat Blanc) та інші. В цей період почали виробляти такі вина, як Негру де Пуркар та Романешти, які зробили Бесарабію відомим виробником вин. Після епідемії філоксери (phylloxera) в кінці XIX століття відновлення виноградників почалось тільки в 1906 році з використанням прививного рослинного матеріалу. До 1914 року Бесарабія стала найбільшою зоною виноградарства в Росії.
Обидві світові війни спричинили значні втрати молдовським виноградникам і індустрії виноробства. Відновлення виноробства Молдови почалось в радянський період, в 1950-і роки. За 10 років виноградною лозою було засаджено більше ніж 150 000 га і до 1960 року загальна площа виноградників досягла 220 000 га.
Масштабних втрат виноградарство зазнало під час так званої антиалкогольної кампанії в період перебудови. В результаті під лозунгами боротьби з п'янством було не тільки зменшено виробництво винограду і вин, але і значно зруйнована інфраструктура виноградарства та виноробства.
До 2005 року виноградники Молдови займають близько 147 тисяч гектарів землі або 7,4 % від усіх сільськогосподарських угідь Молдови, становлячи 2,3 % від усіх площ в світі, відведених для цієї культури. Республіка займала сьоме місце в світі серед країн виробників вина по об'єму експорту виноробної продукції (4 % від світового об'єму), випереджуючи Німеччину, Аргентину і Португалію та 12-е місце в грошовому еквіваленті (1,4 % від світового об'єму експорту).
В 2006 році політичний конфлікт з Росією призвів до тимчасової заборони на ввезення молдовських вин в цю країну, яка є одним з найбільших імпортерів продукції. Заборону було знято через три роки.
В Молдові можна виділити чотири основні регіони виноградарства:
- Північний
- Кодри (Центральний)
- Південний
- Південно-західний регіон, до якого входить знаменита мікрозона Пуркар (Purcari).

## Сорти винограду, що культивуються
Білі сорти:

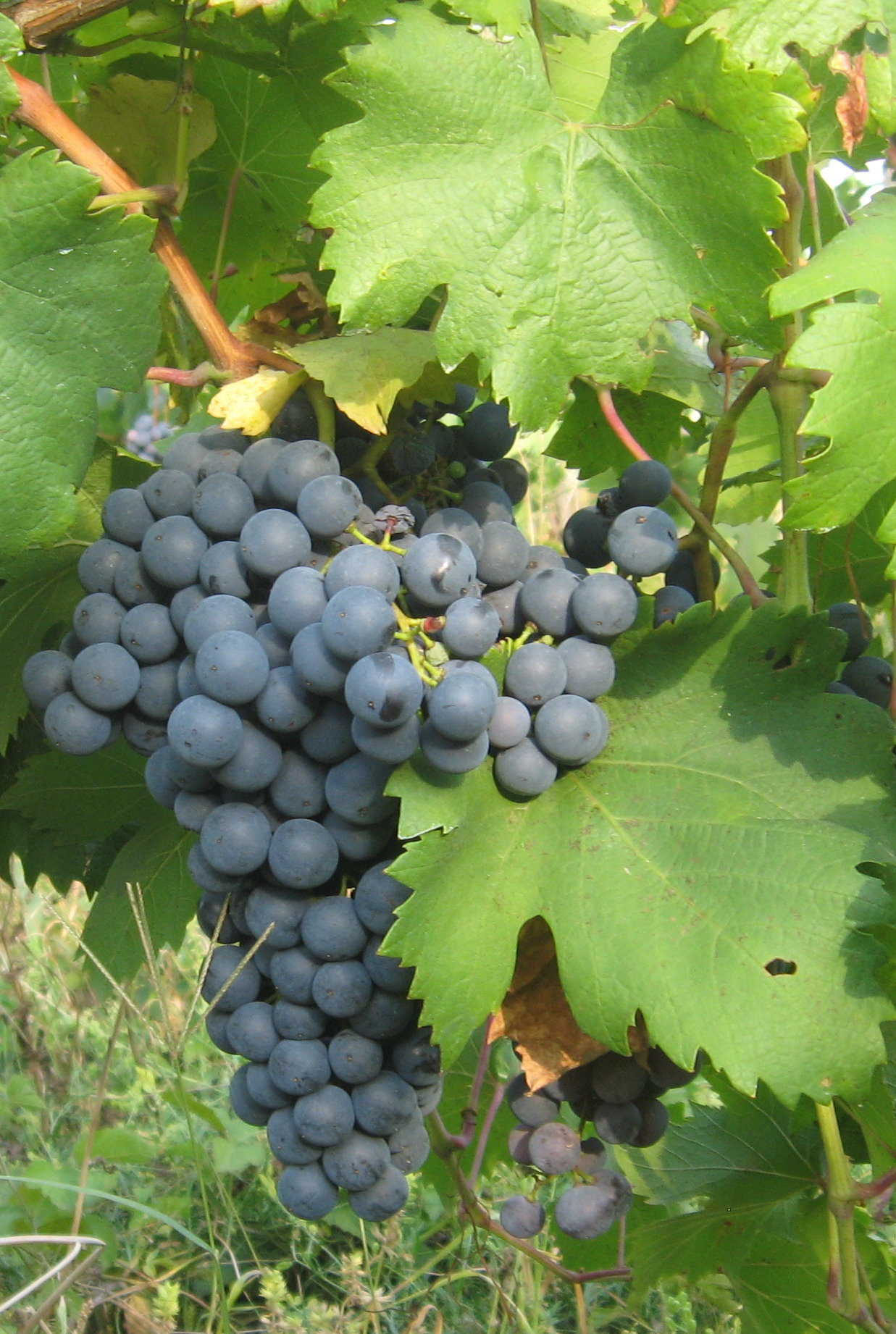
Рара Нягре

- Фетяска Алба (Fetească Albă): Надає вину виражений натуральний квітковий аромат.

- Фетяска регала (Fetească Regală[ro]): Результат натурального зхрещування сортів Фетяска Алба та Франкуша.

Червоні сорти:
- Рара Нягре (Rara Neagră[ro]): В Румунії він називається Бебяска Нягре (Băbească Neagră[ro]). Дає темного кольору червоне вино з насиченим смаком та чудовим фруктовим ароматом.

## Зіркові сорти
- Білі: Шардоне (Chardonnay), Совіньйон-блан (Sauvignon Blanc), Аліготе (Aligoté), Піно-грі (Pinot Gris), Піно-блан (Pinot Blanc), Рислінг (Riesling), Трамінер (Traminer), Мускат (Muscat), Сільванер (Silvaner), Мюллер-Тургау (Müller-Thurgau), Ркацителі (Rkatsiteli).
- Червоні: Каберне Совіньйон (Cabernet Sauvignon), Мерло (Merlot), Піно-нуар (Pinot Noir), Мальбек (Malbec), Сапераві (Saperavi), Гаме (Gamay).

В 2006 році Сира (Syrah), Каберне Фран (Cabernet Franc) і Пті вердо (Petit Verdot) були зареєстровані для випробування в умовах виробництва.

## Винні погреба
Колекція молдавських вин «Малі Милешти» («Mileştii Mici»), яка складається з 1,5 мільйона пляшок, є найбільшою в Європі за даними Книги рекордів Гіннеса. ЇЇ погреби тягнуться на 200 км, з яких зараз використовуються тільки 50 км.